# Paul Otto Geibel

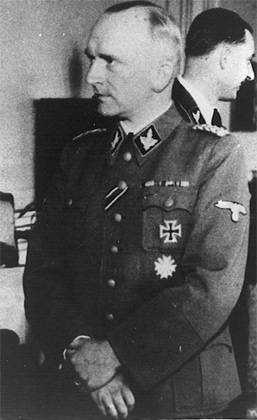
Paul Otto Geibel (1944)

Paul Otto Geibel (* 10. Juni 1898 in Dortmund; † 12. November 1966 in Warschau) war ein deutscher SS-Brigadeführer (1944), Generalmajor der Polizei (1944) und ab März 1944 letzter SS- und Polizeiführer (SSPF) Warschau.

## Werdegang
Geibel nahm nach dem Besuch der Mittleren Volksschule als Soldat am Ersten Weltkrieg teil. Er arbeitete als Versicherungsvertreter und trat zum 1. Dezember 1931 der NSDAP (Mitgliedsnummer 761.353) sowie zum 15. desselben Monats der SA bei, die er März 1935 verließ. Zum 1. Juli 1938 schloss er sich der SS an (SS-Nummer 313.910).
Ab Anfang April 1935 war er bei der Polizei tätig und ab 1941 im Hauptamt Ordnungspolizei beschäftigt. Dort fungierte er als Amtsgruppenchef im Amtsgruppenkommando II von Oktober 1942 bis März 1944. Von Ende März 1944 bis zum 1. Februar 1945 war er SS- und Polizeiführer in Warschau. Nach dem gescheiterten Warschauer Aufstand stand die planmäßige Zerstörung der Stadt Warschau („Auflockerungs-, Räumungs-, Lähmungs- und Zerstörungsmaßnahmen“) von Oktober 1944 bis Januar 1945 unter seinem Kommando. Anschließend war er bis zum 8. Mai 1945 Befehlshaber der Ordnungspolizei in Prag.
Geibel wurde nach Kriegsende durch tschechische Gerichtsbarkeit aufgrund seiner SS-Mitgliedschaft zu fünf Jahren Haft verurteilt. Nach Verbüßung dieser Haftstrafe erfolgte seine Auslieferung an Polen. Dort wurde er 1954 wegen seiner Tätigkeit als SSPF Warschau, insbesondere während des Warschauer Aufstandes, zu lebenslanger Haft verurteilt. Geibel nahm sich im November 1966 in der Haft das Leben.